# Iouri Touzov
 (juin 2019).
Si vous disposez d'ouvrages ou d'articles de référence ou si vous connaissez des sites web de qualité traitant du thème abordé ici, merci de compléter l'article en donnant les références utiles à sa vérifiabilité et en les liant à la section « Notes et références ».
Iouri Vassilievitch Touzov (enrusse : Юрий Васильевич Тузо́в), né le 26 mai 1953 à Novoaleksandrovsk et mort le 15 décembre 2020, est un acteur russe de théâtre et de cinéma, membre de l'Union des cinéastes de Russie.

## Biographie
Iouri Touzov est né le 26 mai 1953 dans le village de Novoaleksandrovsk dans le district du kraï de Stavropol. 
En 1957, sa famille s'installe à Dzerjinsk, dans l'oblast de Gorki (actuel oblast de Nijni Novgorod), où son père travaille comme directeur d'école. Par la suite, il vit quelques années dans le village de Kroutoï Maïdan (ru) (district de Vatcha (ru), oblast de Gorki), où son père est le président de la ferme collective « Mémoire de Lénine », avant de retourner vivre avec sa mère à Dzerjinsk.
Il est diplômé en 1977 de l'école de théâtre Gorki (ru) avec un diplôme en théâtre dramatique (sous la direction de V.M. Krypets), ses études ont été interrompues par le service dans les rangs de l'armée soviétique.
D'octobre 1987 à 1988, il travaille au théâtre dramatique de Zlatooust. En 1988, il est diplômé de l'Institut d'État de théâtre, musique et cinématographie de Leningrad.
En 1988-1989, il travaille au Théâtre Iouri P. Kisselev de Saratov pour jeunes spectateurs (ru) puis en 1989-1990, comme directeur adjoint et acteur au Saratov Academic Théâtre of Drama. 
En 1990-1993, il officie comme directeur du Kurgan Drama Théâtre et, de 1992 à 1994, à son propre théâtre privé à Kourgan. 
Il travaille de 1994 à 2002 comme acteur dans les philharmoniques de Kislovodsk et de Moscou puis de 2002 à 2006, au Théâtre Fest à Mytichtchi et de 2009 à 2012, comme acteur au Théâtre de Moscou.